# Tim Schwartz
Tim Schwartz (* 21. November 1987 in Kirchheimbolanden) ist ein ehemaliger deutscher Basketballspieler.

## Laufbahn
Schwartz gab in der Saison 2005/06 sein Zweitligadebüt für den 1. FC Kaiserslautern. Bei der Mannschaft, die später in die Saar-Pfalz Braves überging, blieb er bis zum Ende der Spielzeit 2009/10.
Im Juni 2010 wurde er vom Bundesligisten Gießen 46ers verpflichtet, blieb in seiner ersten Saison in der höchsten deutschen Spielklasse aber Ergänzungsspieler mit begrenzter Einsatzzeit. Nach einem Jahr in Hessen nahm er das Angebot von Science City Jena aus der 2. Bundesliga ProA an. Mit den Thüringern erreichte er 2013 das Playoff-Halbfinale. Auf die zwei Jahre in Jena folgte ein Jahr bei der BG Karlsruhe in der ProA, dann kehrte Schwartz in die Bundesliga zurück.
Sowohl bei den Artland Dragons Quakenbrück als auch bei den Crailsheim Merlins betrug seine mittlere Spielzeit wie bereits in Gießen weniger als zehn Minuten pro Partie.
Im Juli 2016 wurde Schwartz von einem weiteren Bundesligisten, den Basketball Löwen Braunschweig unter Vertrag genommen.
Nach dem Ende des Spieljahres 2017/18 trat er als Profi-Basketballer zurück, um künftig als Lehrer zu arbeiten. Basketball spielte er im Amateurbereich weiter, Anfang September 2018 wurde er beim Regionalligisten BIS Baskets Speyer als Neuzugang vermeldet. Er gewann mit der Mannschaft im Spieljahr 2018/19 den Meistertitel in der Regionalliga Südwest und war an diesem Erfolg mit einem Punkteschnitt von 13 je Einsatz beteiligt. Er spielte hernach bis 2021 in der 2. Bundesliga ProB für Speyer.

### Nationalmannschaft
Schwartz bestritt Länderspiele für die deutsche A2-Nationalmannschaft. 2007 nahm er mit der U20-Auswahl des Deutschen Basketball Bundes an der B-EM in Polen teil.

## Sonstiges
Schwartz durchlief ein Sport- und Englischstudium für das Lehramt am Gymnasium, das er im Oktober 2015 abschloss.